# Eliane Elias
Eliane Elias (født 19. marts 1960 i São Paulo, Brasilien) er en brasiliansk pianist, sanger, komponist og arrangør.
Elias blev kendt da hun blev medlem af jazzfusions gruppen Steps Ahead i begyndelsen af 1980'erne efter anbefaling af Eddie Gomez.
Hun Indspillede kun en plade i 1983 Steps Ahead, hvorefter hun forlod gruppen for at spille med Randy Brecker, med hvem hun senere blev gift og skilt fra.
Elias har lavet en duoindspilning med Herbie Hancock: Solos and Duets (1995).
Hun havde i begyndelsen af 1990'erne sin egen trio, hvor hun sang med forskellige trommeslagere og bassister, for eksempel Peter Erskine, Dave Holland, Jack DeJohnette og Marc Johnson, med hvem hun er gift.
Han har lavet en del plader i eget navn.